# Partia Demokratyczna Wybrzeża Kości Słoniowej
Partia Demokratyczna Wybrzeża Kości Słoniowej (Parti Démocratique de la Côte d’Ivoire, PDCI) – prawicowa partia polityczna, która swoim działaniem obejmuje Wybrzeże Kości Słoniowej.
W latach 1960–1990 PDCI była jedyną legalną partią, która mogła funkcjonować w państwie. Członkiem partii był wieloletni prezydent kraju Félix Houphouët-Boigny. W 1990 roku odbyły się pierwsze wielopartyjne wybory parlamentarne, jednakże PDCI zwyciężyła w nich i pozostała przy władzy. Po śmierci Houphouëta-Boigny w 1993 roku jego miejsce zajął Henri Konan Bédié, który pełnił funkcję prezydenta aż do 1999 roku, kiedy stracił władzę w wyniku przeprowadzonego zamach stanu.
W ostatnich wyborach parlamentarnych które odbyły się na przełomie 2000 oraz 2001 roku PDCI zdobyła 94 z 225 miejsc w parlamencie. W wyborach prezydenckich w 2010 roku kandydatem partii został Henri Konan Bédié.